# Karel Daniel Gangloff
Karel Gangloff (11. května 1809 Praha – 7. února 1879 Rožmitál pod Třemšínem) byl český lesník a vynálezce. Vynalézal především přístroje pro zeměměřičství, stroje na měření dřevní hmoty a dřevozpracovatelské stroje. Pro velký rozsah jeho vynálezů byl nazýván také českým Archimédem.

## Životopis

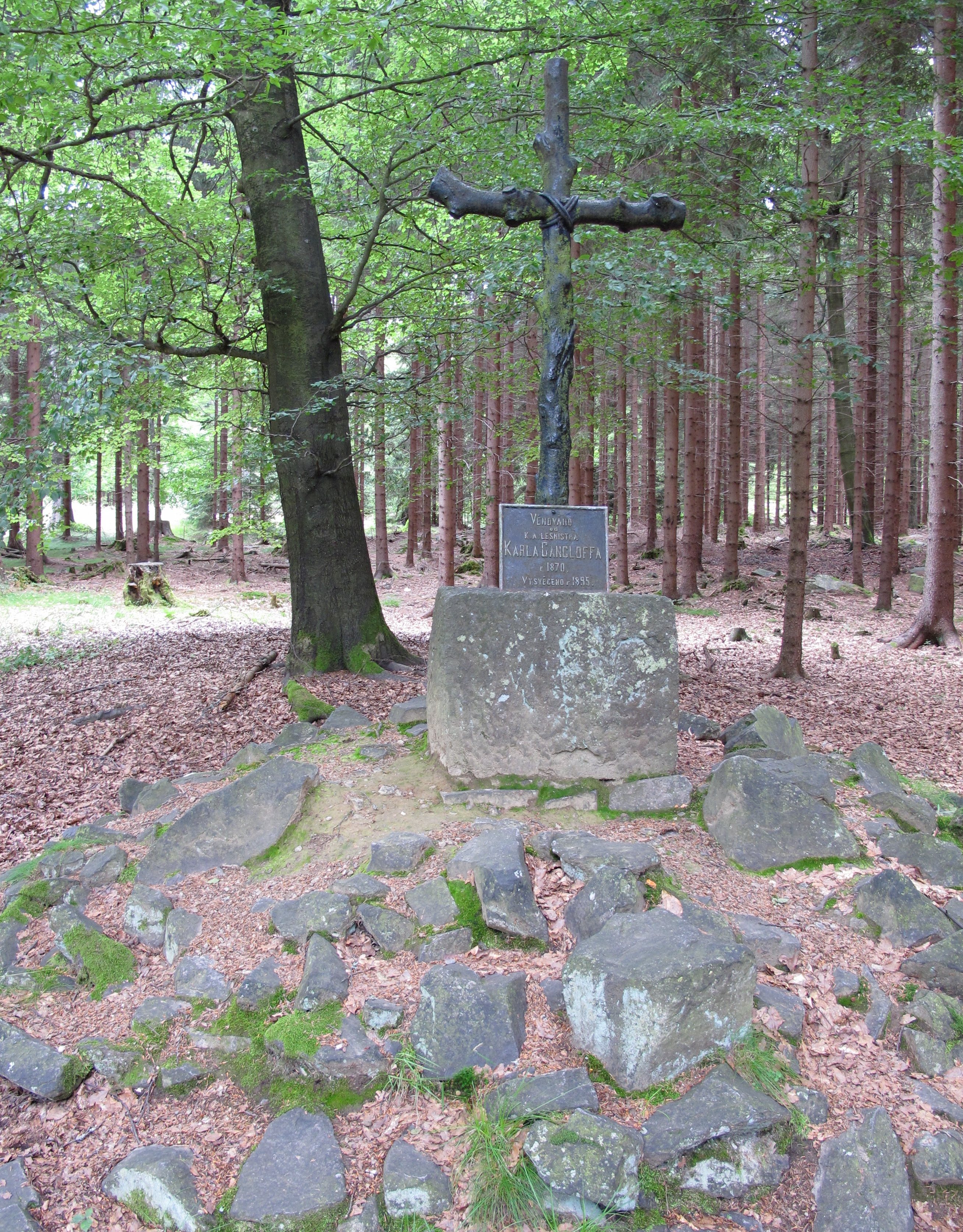
Gangloffův kříž, Třemšín

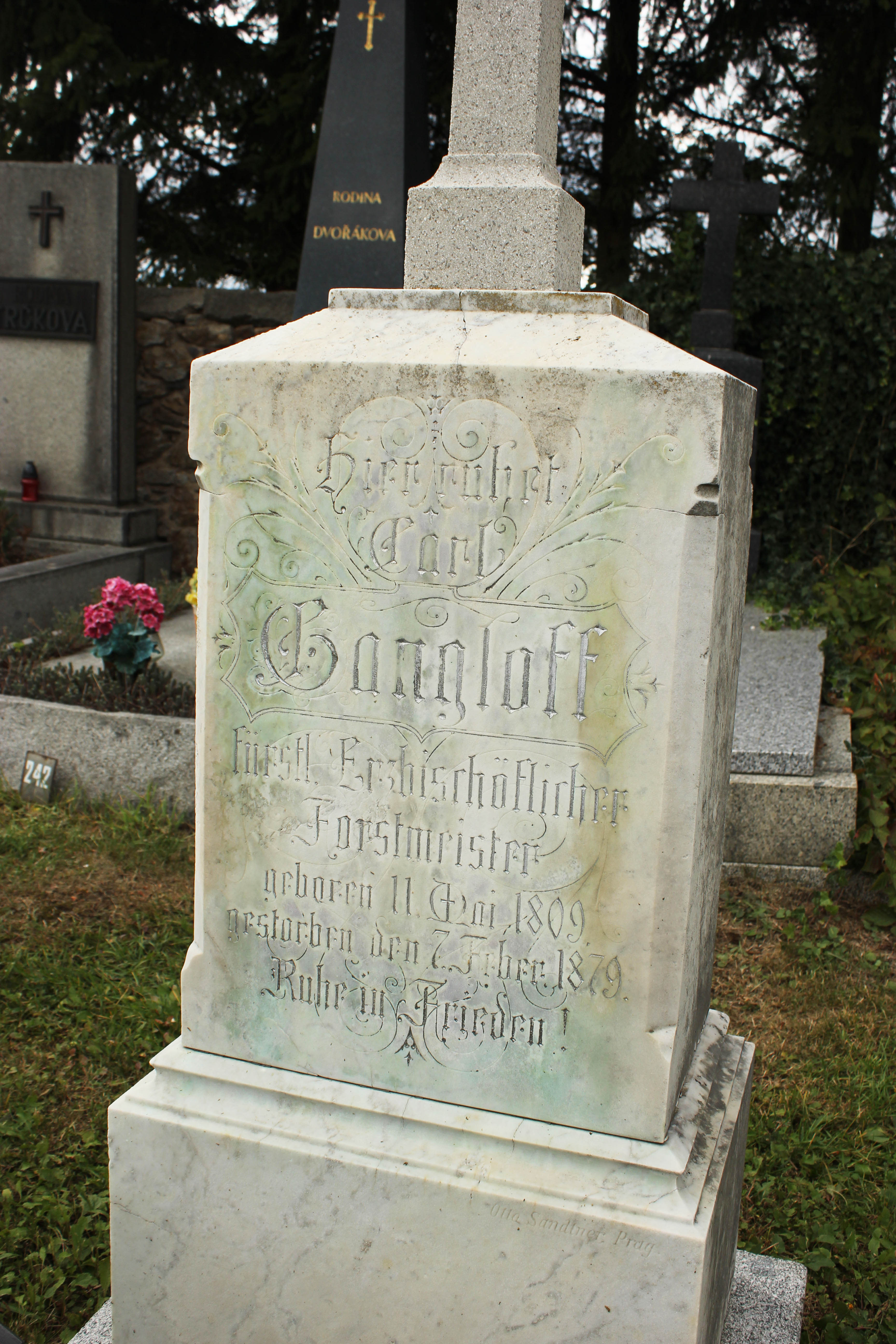
Gangloffův náhrobek na hřbitově ve Starém Rožmitále

Karel Gangloff se narodil 11. května 1809 v Praze jako jedno z dvojčat. Pokřtěn byl v katedrále sv. Víta na Karel Daniel. Jméno Daniel bylo po jeho kmotru Danielu Mühlsteinovi. Jméno Daniel při podepisování nepoužíval. Byl německé národnosti – jeho otec Josef Gangloff (15. 3. 1763 – 6. 11. 1832), který pracoval jako vrchní kuchař, na sklonku života jako hofmistr pro arcibiskupa Salma, pocházel z Alsaska z města Molsheim a jeho matka Karolína Josepha Schell (1777 – 3. 1. 1850) pocházela z Bavorska. Studoval na pražské polytechnice. Po studiích v roce 1831, vstoupil jako dvaadvacetiletý do služeb pražského arcibiskupství. Prvním pracovním působištěm byl Rožmitál, kde začínal skromně jako písař lesního úřadu. I během zaměstnání nadále studoval a postupně skládal zkoušky, až v roce 1837 dosáhl titulu lesního inženýra. V Rožmitále byl Gangloff šťastný a lesy jižních Brd si zamiloval. Učarovaly mu především Brdské lesy se zbytky pralesů, jak o nich napsal v roce 1870 do pamětní knihy štěrbinského revíru. V lednu roku 1839 byl ovšem přeložen do nového působiště v Červené Řečici u Pelhřimova, kde působil jako polesný, později lesmistr. Zde v myslivně Zádolí setrval 25 let. V roce 1860 byl jmenován vedoucím taxačního oddělení lesů pražského arcibiskupství. Jako taxátor se načas dostal zpět do Romitálu, aby zde získal podklady pro vypracování nových hospodářských plánů. Na základně přesného zaměření pak vypracoval rozdělovací síť a šachovnici průseků dělící jednotlivá lesní oddělení. Dne 7. ledna 1864 se ve svých padesáti pěti letech natrvalo vrátil do Rožmitálu, kde působil jako lesmistr. Zde se staral o lesy po všech stránkách. Odstranil následky kalamit, vykoupil různé prastaré služebnosti, staral se o chov lovné zvěře, budoval nové cesty. Gangloffův náhon není jeho dílem – vznikl již v roce 1825. Jeho metody hospodaření s lesy byly v té době moderní, ale nikterak novátorské. Psal články do odborného tisku a aktivně působil v České lesnické jednotě (kterou v roce 1848 spoluzakládal) a dalších spolcích. Za své zásluhy byl mimo jiné jmenován členem Fyziokratické společnosti v Praze v Leopoldově akademii v Drážďanech. Gangloffova šindelka byla vyznamenána na výstavách v Praze, Vídni či v belgickém Namuru a pronikla i do zámoří. Ačkoli byl německé národnosti, v českém prostředí, v němž po celý život působil, se asimiloval.
V povolání lesmistra byl energický a důsledný, jinak byl tichý a mírný člověk. Většinu času trávil zahloubaný do sebe nebo knih, nebo věčně něco kutil ve své dílně v prostorách rožmitálského zámku. V roce 1869 si nechal pod oblíbeným bukem pod vrchem Třemšín zhotovit litinový kříž na hrubě opracovaném žulovém kvádru (Gangloffův kříž), který aby zapadl do prostředí, napodobuje primitivně zhotovený kříž z kmene mladého buku. Ctitelé lesmistra na něj nechali u příležitosti vysvěcení v roce 1895 umístit litinovou desku s nápisem připomínající jeho osobu. Skoro celý život byl sám, oženil se až v roce 1875 ve věku 65 let. Jeho chotí se stala Františka Ulrichová z tehdejšího převážně německojazyčného Johnsdorfu (dnešní Janov) na Mostecku. Gangloffovi bydleli v domu č.p. 2 hned vedle rožmitálského zámku (nyní Zámecká hospoda). Gangloff vynalézal a publikoval až do své náhlé smrti v roce 1879. Založil také v Rožmitále na zámku „srážkoměrnou" čili meteorologickou stanici, jejímž byl i prvním pozorovatelem.
Dožil v chudobě. Zemřel 7. února 1879, kdy jej při cestě na saních na Třemšín, kam vyrazil se svým švagrem Antonínem Ulbrichem, postihl záchvat mrtvice. Je pohřben na hřbitově ve Starém Rožmitále. Jeho pamětní deska se nachází na skále u cesty mezi Adamovem a Bílovicemi nad Svitavou. Jeho jméno nese i zdejší cesta.

## Vynálezy
Nejvíce vynálezů a návrhů na zlepšení uskutečnil v oboru geodesie. Zde má největší význam vynález planimetru – přístroje k rychlému zjišťování ploch obrazců z map a plánů. Další přístroj zvaný Gangloffův dendrometr, určuje tloušťku kmene stromu v jakékoli výšce. Nejznámějším vynálezem, který se rozšířil i daleko za hranice byla Gangloffova šindelka, patentovaná již v roce 1856. Později byla oceněna zlatou medailí na mezinárodní průmyslové výstavě v Belgii a mnoha dalšími oceněními. Byl to stroj na výrobu řezaného a hoblovaného šindele, dřevěné střešní krytiny, v Gangloffově době velmi rozšířené. Gangloff jednu velkou šindelku realizoval v objektu zrušené hutě u rybníka Obžera u Starého Rožmitálu. Zde měl i svou vynálezeckou dílnu a zkoušel zde některé prototypy. V dobách největší prosperity se zde vyrábělo milion kusů šindele ročně.
Od října 2019 do ledna 2020 se v Podbrdském muzeu v Rožmitále pod Třemšínem konala výstava s názvem Karel Daniel Gangloff – Český Archimédes. Výstava se věnovala životu Karla Gangloffa a jeho vynálezům. U této příležitosti se podařilo do muzejních sbírek získat originál Gangloffovy šindelky. Předtím pro potřebu výstavy vznikla i funkční replika šindelky, která je schopná běžného provozu.
- 1856, 1876 planimetr založený na principu přeměny mnohoúhelníkových obrazů až na trojúhelníky o stejné ploše při konstantní výšce a měřené základně
- 1860 přístroj na redukci délek měřených po svahu
- dendrometr k měření průměru kmenů stromů s výškoměrem Dendrometrů navrhl celou řadu. První již v roce 1838.
- arkograf – hranolový bubínek s možností natáčení zrcátek, který se používal k vytyčování kružnicových oblouků (uložen v pražském muzeu)
- 1853 klučka k dobývání pařezů
- šindelka – stroj pro výrobu šindelů (patent roku 1855, 1870, 1871, 1886, a dvakrát 1902), stroj zaznamenal velký úspěch na světových výstavách i v zámoří
- 1858 – převozný katr
- stroj na výrobu zápalkových dřívek (1875, 1876) s kapacitou přes jeden milion kusů za hodin
- 1877 stroj na výrobu floků do bot – do té doby vyráběných ručně
- kapesní aneroid
- model větrného mlýna
- 1879 – větrný regulační motor
- 1851 – článek Škodlivý dopad kouřových plynů na lesy
- 1855 vlastní způsob hroudové sadby
- kulobrokovnice ukrytá ve vycházkové holi
- jelení vábnice vyrobená z jeleního hrtanu
- kubírovací hůl
- mnoho typů kubírovacích tabulek a další